# Karta co-branded

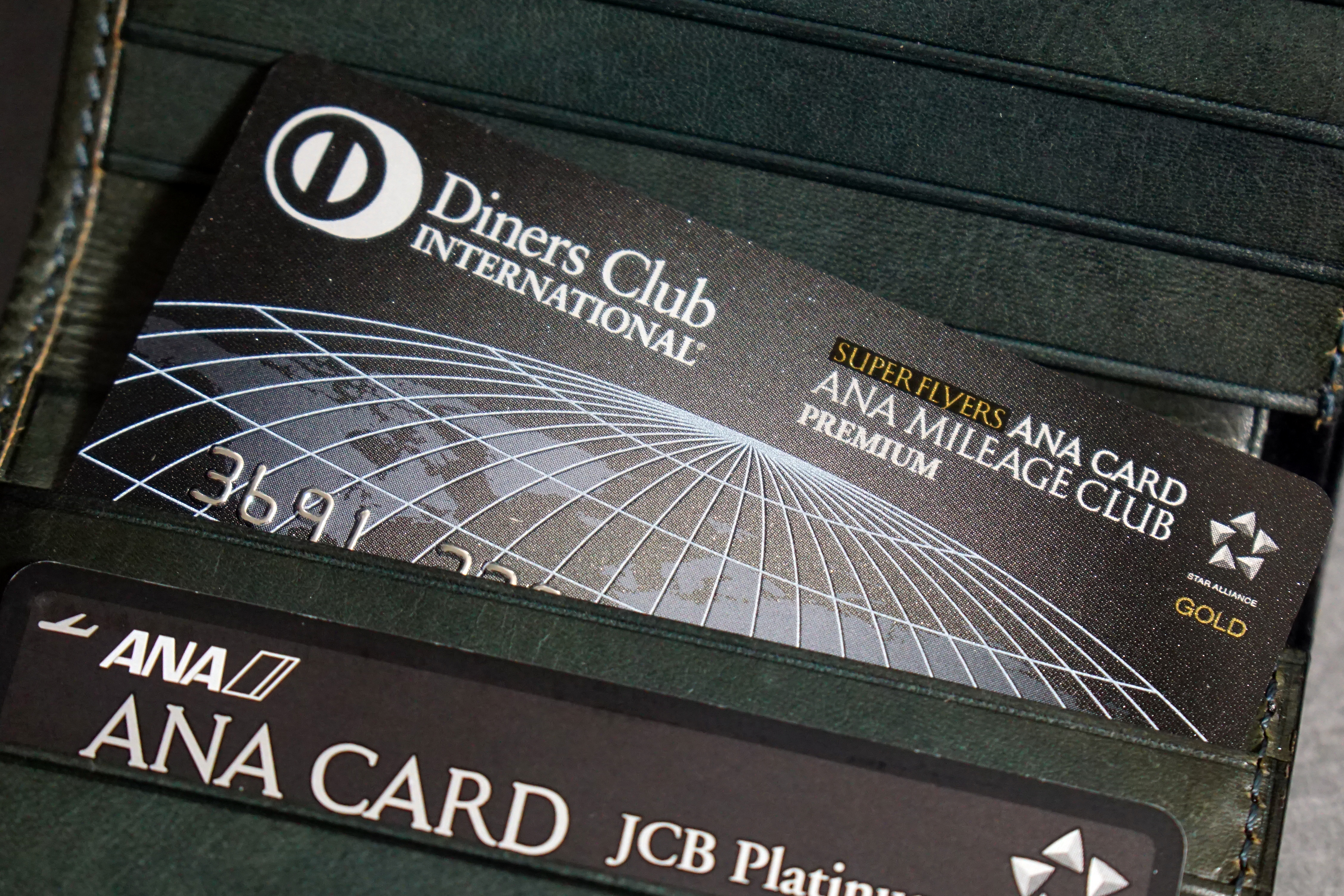
Karta co-branded Diners Club i linii lotniczych ANA (2015)

Karta co-branded – karta płatnicza wydawana przez bank w porozumieniu najczęściej z firmą usługowo-handlową, w celu dostarczenia klientowi korzyści płynących z potencjału obu partnerów.
Polega na umieszczaniu co najmniej jednej marki płatniczej i co najmniej jednej marki niepłatniczej na tym samym instrumencie płatniczym opartym na karcie.